# Imago clipeata
Imago clipeata (au pluriel imagines clipeatae) désigne en latin littéralement une « image-bouclier », c'est-à-dire un portrait circonscrit dans un cadre circulaire évoquant la forme d'un bouclier rond (clipeus). Ces médaillons sont l'apanage de l'aristocratie.

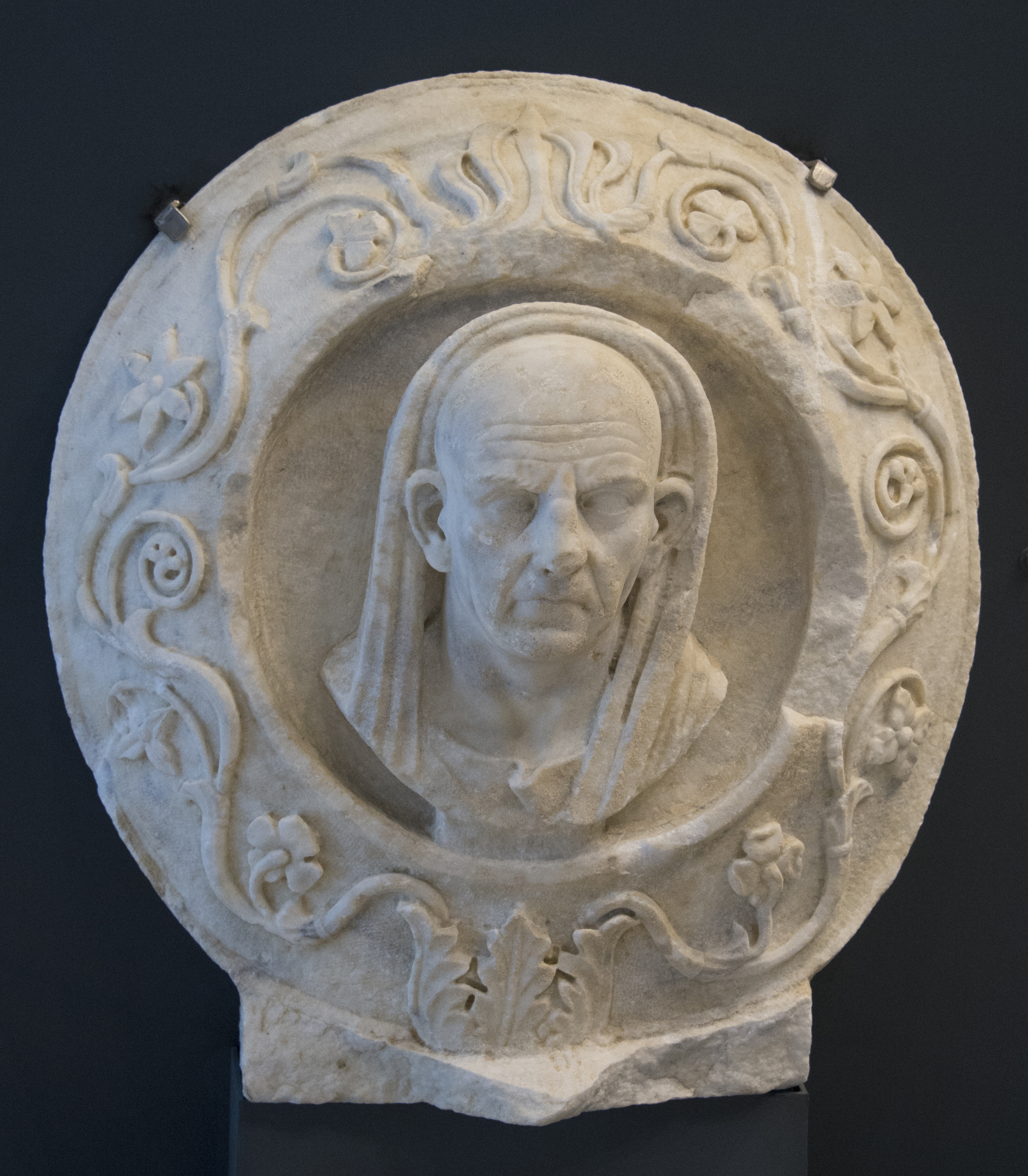
Imago clipeata d'un Romain. Ier – IIe siècle EC. Musée de Troie
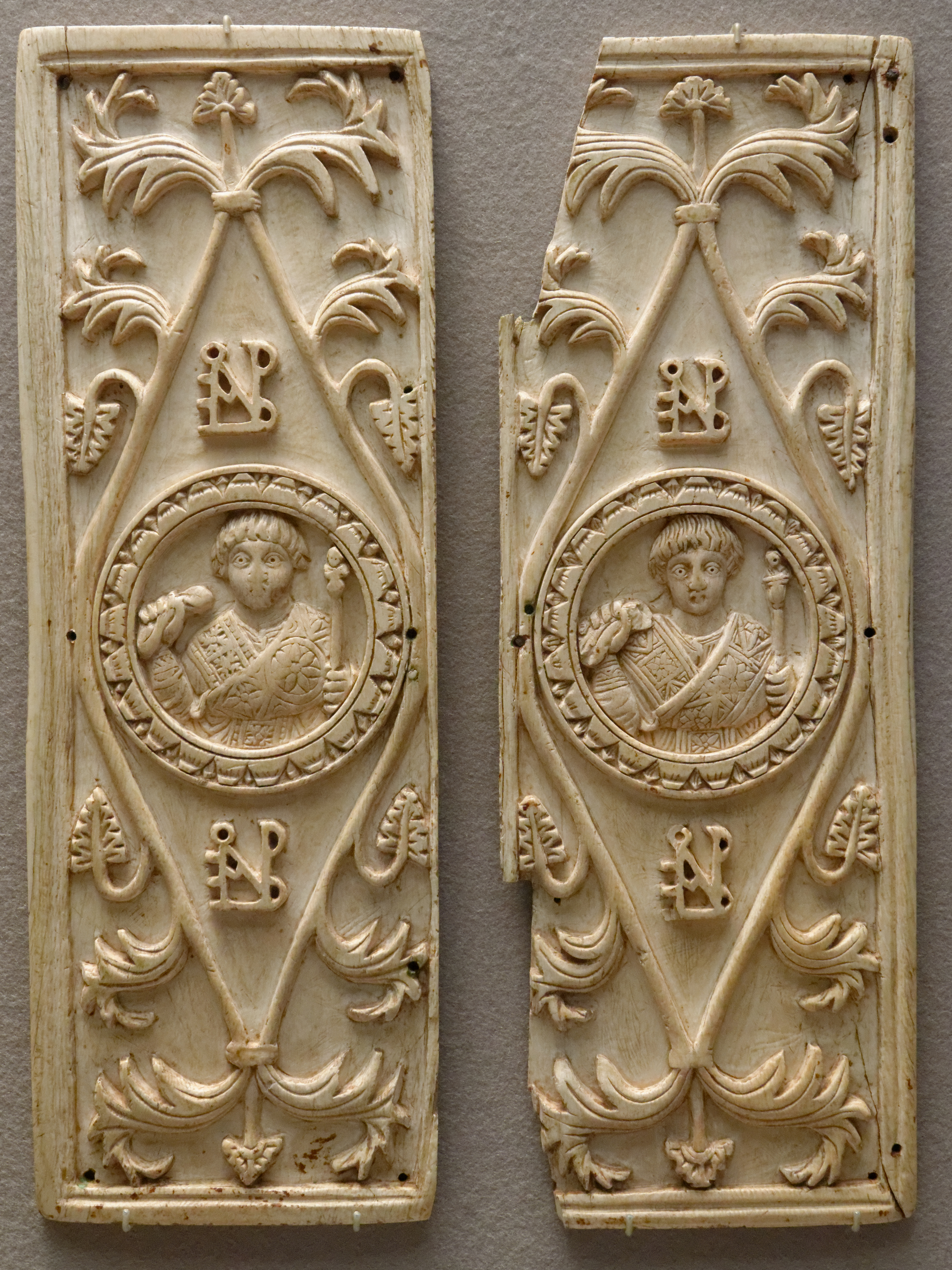
Une imago clipeata sur un diptyque consulaire d'Aréobindus, consul à Rome en 506. Ivoire, H. 34 cm. Musée du Louvre[1].

## Lesimaginesdans la culture romaine

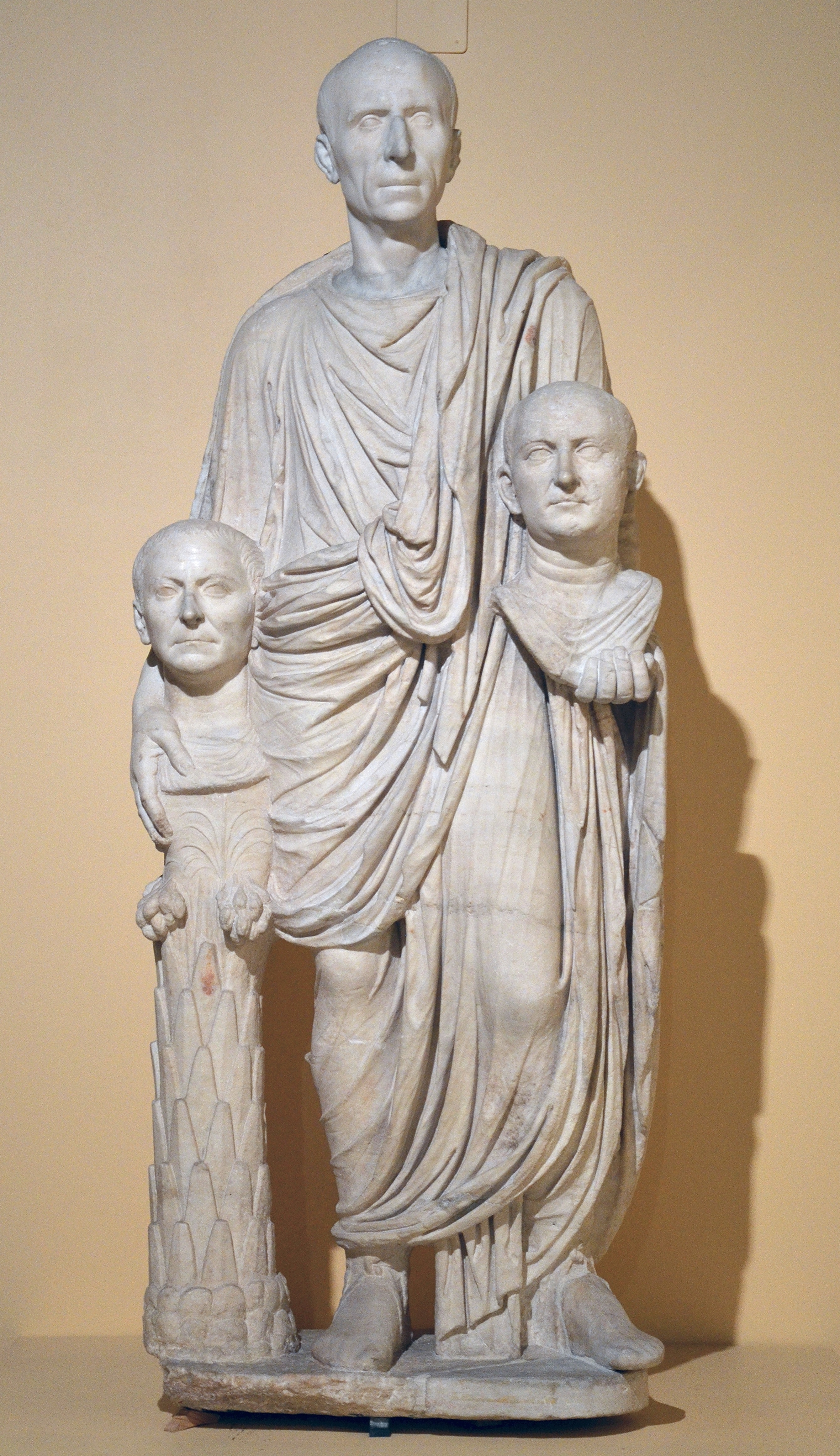
Le portrait dit « Togatus Barberini »: statue funéraire d'un sénateur romain tenant les images (imagines) d'ancêtres décédés, fin du Ier siècle AEC ; tête (n'appartenant pas) milieu du Ier siècle AEC. Centrale Montemartini, Rome..

À l'origine, dans la Rome antique, les imagines sont des masques fabriqués en cire, moulés sur la face des morts et peints. Ces masques étaient portés lors des funérailles par des acteurs, vêtus et marchant comme les défunts dont ils portaient l’imago,. Ce cortège conduisait le mort au lieu de sépulture. La description et le commentaire qu'en fait Michael Siebler, 2007, sont particulièrement éclairants, dont le rappel de la description qu'a fait l'historien Polybe (v. 200-v 120 AEC) de l'usage des imagines lors des funérailles de cette aristocratie sénatoriale, et la réaction d'un « homme nouveau », fier de ses blessures en tant que soldat, par Salluste (86-35 AEC).
Ces masques ont été remplacés par des médaillons.
Comme les masques, les médaillons (clipeata) étaient conservés dans l'atrium, rangés dans des armoires ou des niches avec, sous chacun, le nom, les titres et les exploits (titulus et elogium). 
On trouve ce type de portrait aussi bien dans l'iconographie funéraire romaine et paléochrétienne (entre autres sur les sarcophages) que dans l'imagerie officielle impériale (par exemple le portrait des consuls sur les diptyques consulaires). Ces imagines ont joué un rôle important dans l'histoire de l'art romain en développant l'art du portrait réaliste.
L'imago clipeata préfigure le tondo de la Renaissance.